# Domaine de Charance
Le Domaine de Charance est un site alpin de 220 hectares s'étendant entre entre 1 000 et 1 852 m d’altitude et dédié à la sauvegarde et à la promotion de l’environnement. Il est adossé à la montagne de Charance et surplombe la ville de Gap qui en est la propriétaire. Le site est  ouvert au public et constitue une destination prisée par les habitants de la région. On y trouve le Château de Charance, ancienne résidence des évêques de Gap, un jardin en terrasses classé jardin remarquable, et un parc comprenant de nombreuses pièces d'eau. Le domaine abrite le siège du Parc national des Écrins et le Conservatoire botanique national alpin de Gap-Charance.   

## Situation

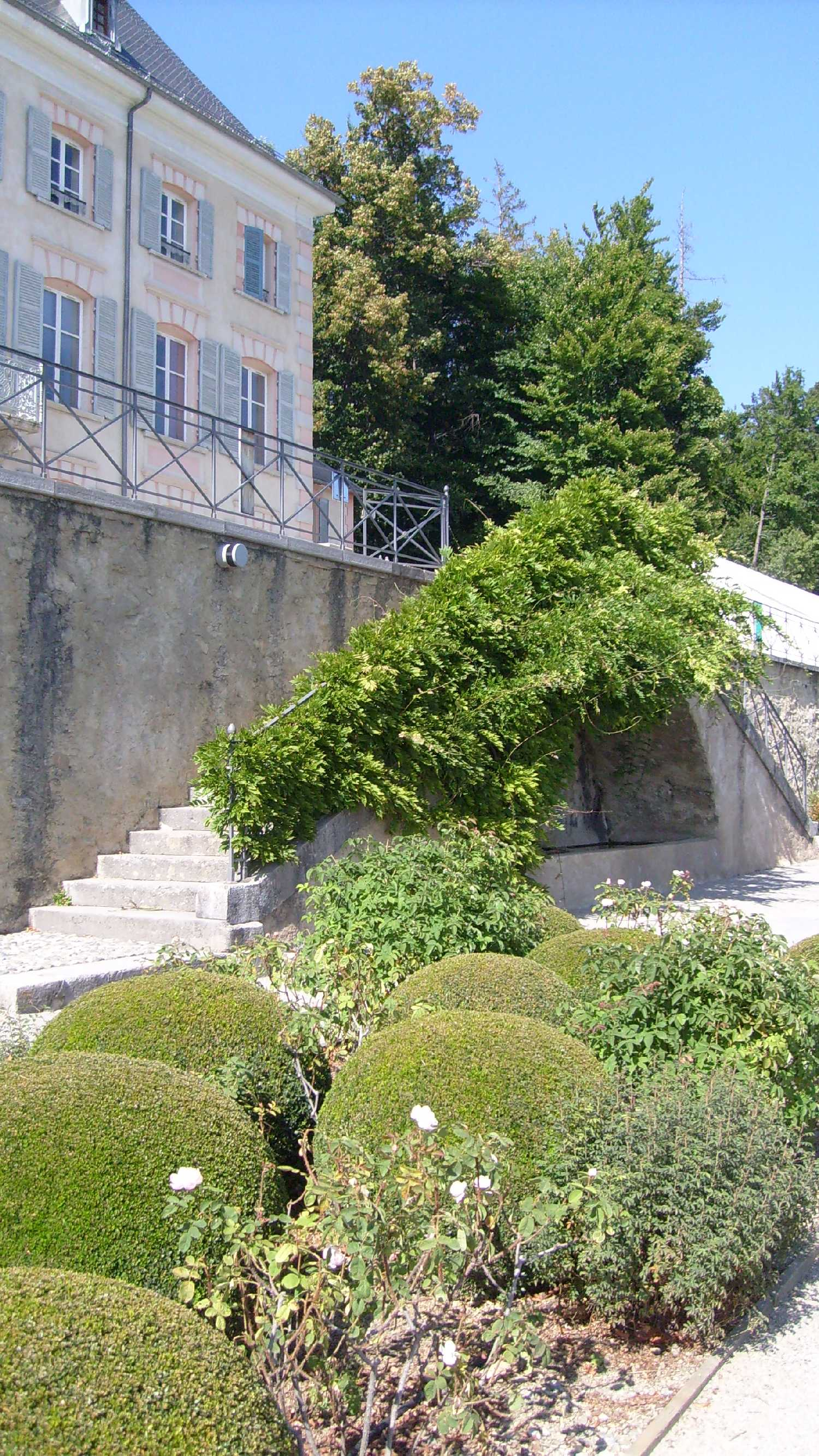
Le château de Charance et la terrasse des buis.

Le Domaine de Charance se trouve à 4 km au nord-ouest du centre de Gap, à une altitude comprise entre 1 000 et 1 903 mètres. Il s'étend sur une surface de 220 hectares. La partie la plus basse du domaine concentre, sur environ , la partie aménagée (château, jardin, parc). Ce site est classé en Natura 2000.

## Toponymie
L'étymologie du nom Charance est débattue. Une proposition est que le nom serait d'origine celte. Charance serait composé du mot celte rin signifiant cours d'eau (racine de Rhin, du mot riou en occitan), et du préfixe celte cha (chute). Une autre possibilité est que le nom vienne du franco-provençal challanche, signifiant ravin creusé par les eaux ou par des chutes de pierre (similaire au toponyme Sallanches).

## Histoire
L'histoire du domaine de Charance s'étend sur plusieurs siècles,.
Vers le Xe siècle, un château fort avait été érigé sur le domaine. Celui-ci était muni de tours et sa défense assurée par des fossés. À cette époque, il était utilisé par les vicomtes de Gap qui dépendaient des comtes de Provence,.
L'évêque de Gap achète le domaine le 12 mai 1307. Il restera propriété de celui-ci jusqu'à la Révolution française,.
Durant le XVIe siècle, le château fort, alors à l'abandon, sera rénové . Il est transformé en une grande habitation par l'évêque Gabriel de Sclaffanatis qui fait construire plusieurs bâtiments fermiers. Le domaine est saccagé durant les guerres de religion par les protestants en 1569. C'est seulement en 1644 que l'évêque Arthur de Lionne réhabilite le domaine,. Quelques décennies plus tard, en 1692, le duc de Savoie en conflit avec Louis XIV, détruit entre autres dans la région, le domaine de Charance. Le site est à nouveau reconstruit par les évêques,. Petit à petit, au début du XVIIIe siècle, les lieux prennent l'agencement que l'on connaît de nos jours. L'évêque Jacques Marie Caritat de Condorcet et son successeur Jean Baptiste Marie de Maillé de la Tour Landry, entreprennent une transformation en profondeur du château pour en faire une résidence luxueuse. Les jardins en terrasse reçoivent alors une attention particulière,.
À la Révolution française, le château est confisqué et devient un bien national. Il sera vendu aux enchères le 26 février 1791,. Durant le XIXe siècle plusieurs propriétaires se succèdent. Au cours de cette époque la partie amont du domaine est aménagée en jardin à l'anglaise. Ainsi sont créées de nombreuses cascades, le lac est agrandi, des garages à bateau sont aménagés sur ses rives, des parcours en sous-bois sont tracés. La fin du XXe siècle marque un changement dans l'utilisation du lieu. En 1973 la commune de Gap en devient propriétaire et le rend accessible au public.
Le Domaine de Charance fait alors l’objet d’une mesure d’inscription sur l’inventaire supplémentaire des monuments historiques par arrêté du 8 septembre 1987. Sont inscrits : Façades et toitures du château, des communs et des bâtiments à usage agricole ; vestiges des moulins, de la glacière, de la scierie ; jardins en terrasses devant le château y compris les murs de clôture latéraux, les murs de soutènement, les fontaines et la grotte ; parc y compris les cascades, le canal, les pièces d'eau et le garage à bateaux,.

## Description

### Le château

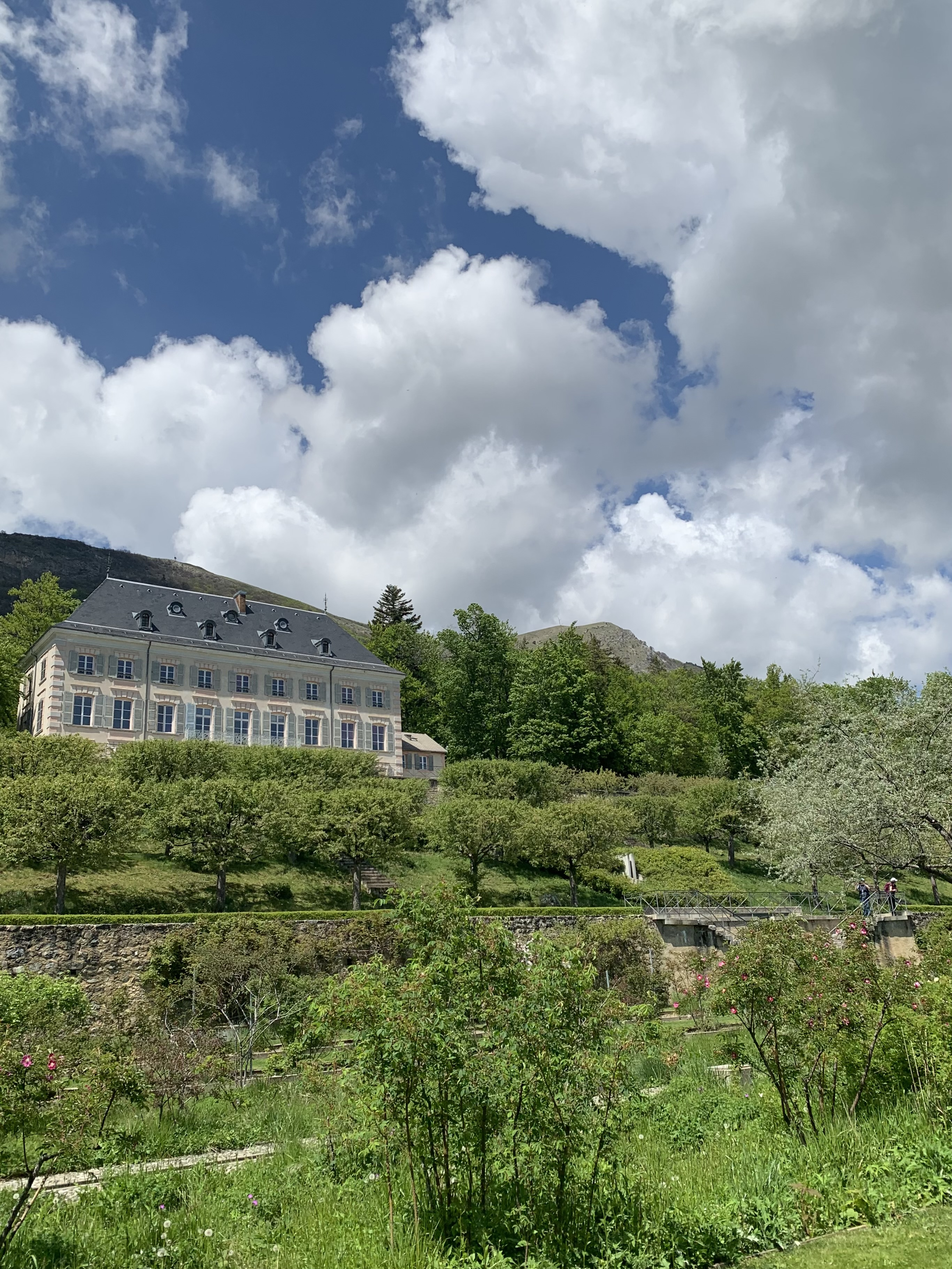
Le château de Charance et le jardin.

Il accueille les services administratifs du parc national des Écrins.
À quelques dizaines de mètres se trouve le centre de documentation sur l'environnement du parc naturel des Écrins. Il est hébergé dans les anciennes écuries du domaine.

### Le Conservatoire botanique national alpin de Gap-Charance

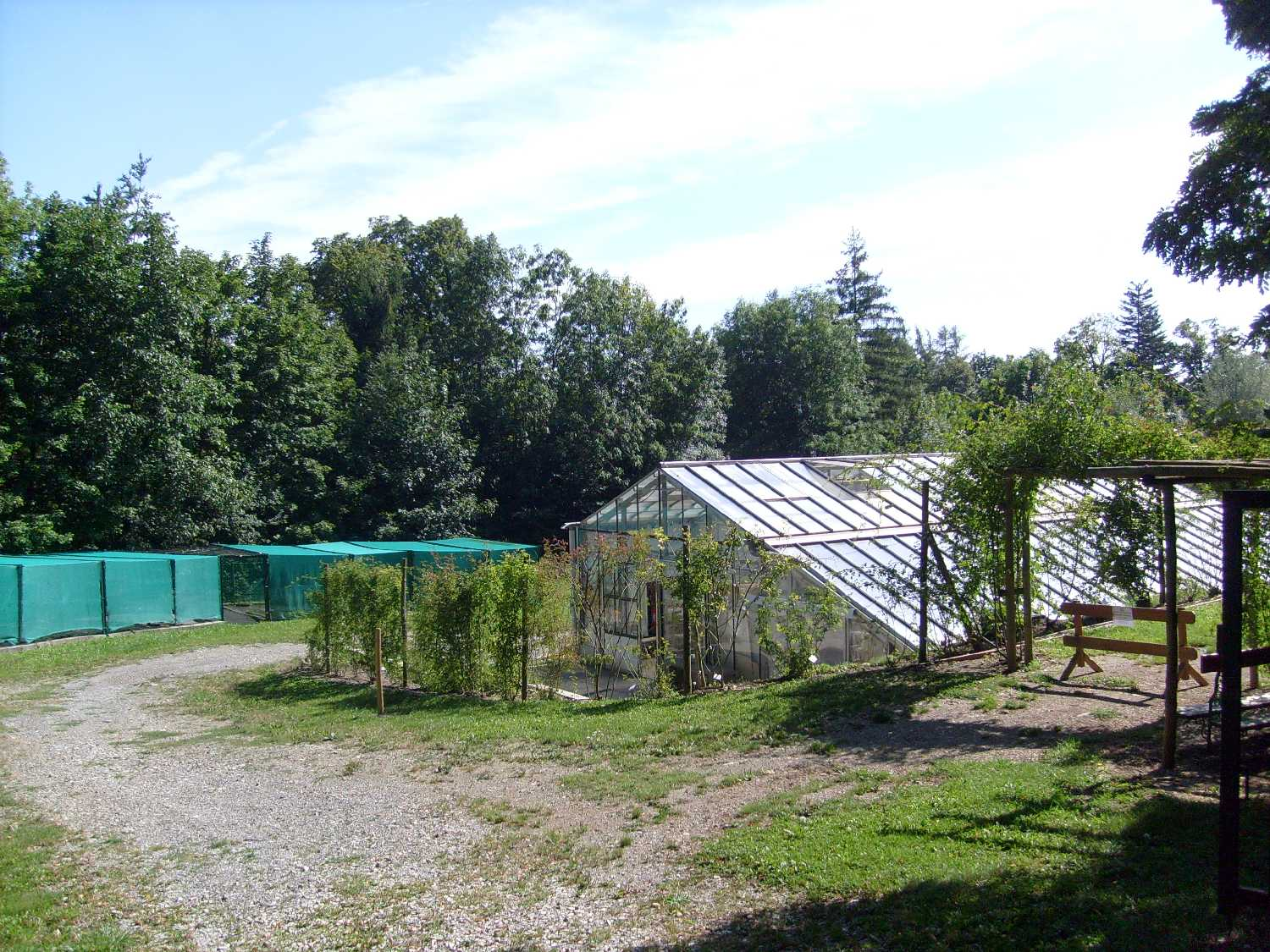
Les serres de culture du Conservatoire botanique national alpin.

C'est dans les « anciennes écuries » du domaine qu'est également hébergé le Conservatoire botanique national alpin de Gap-Charance. 
Il fait partie du réseau de onze observatoires botaniques nationaux. On y trouve les services administratifs et techniques.
Le rôle du conservatoire est la préservation et l'étude de plantes sauvages dont certaines sont en voie de disparition. Pour ce faire, il possède un site de culture équipé de serres.

### L'écomusée agricole du Parlement
L'écomusée retrace les activités économiques dans les Hautes-Alpes de 1790 à 1950. Il s'agit principalement d'activités agricoles et d'artisanat rural avec un atelier paysan de 1900, un atelier de sabotier du début XXe siècle avec une collection exceptionnelle d'outils et de machines à faire les sabots d'avant 1900, 1920 et 1930. Un atelier charron explique la réalisation d'une roue de A à Z. On y découvre aussi un atelier de forge et de coutellerie ainsi qu'une large gamme de moteurs qui ont remplacé au début du siècle l'énergie humaine et animale.

### Le jardin en terrasse
Le jardin en terrasses s'étend sur 9 000 m2.

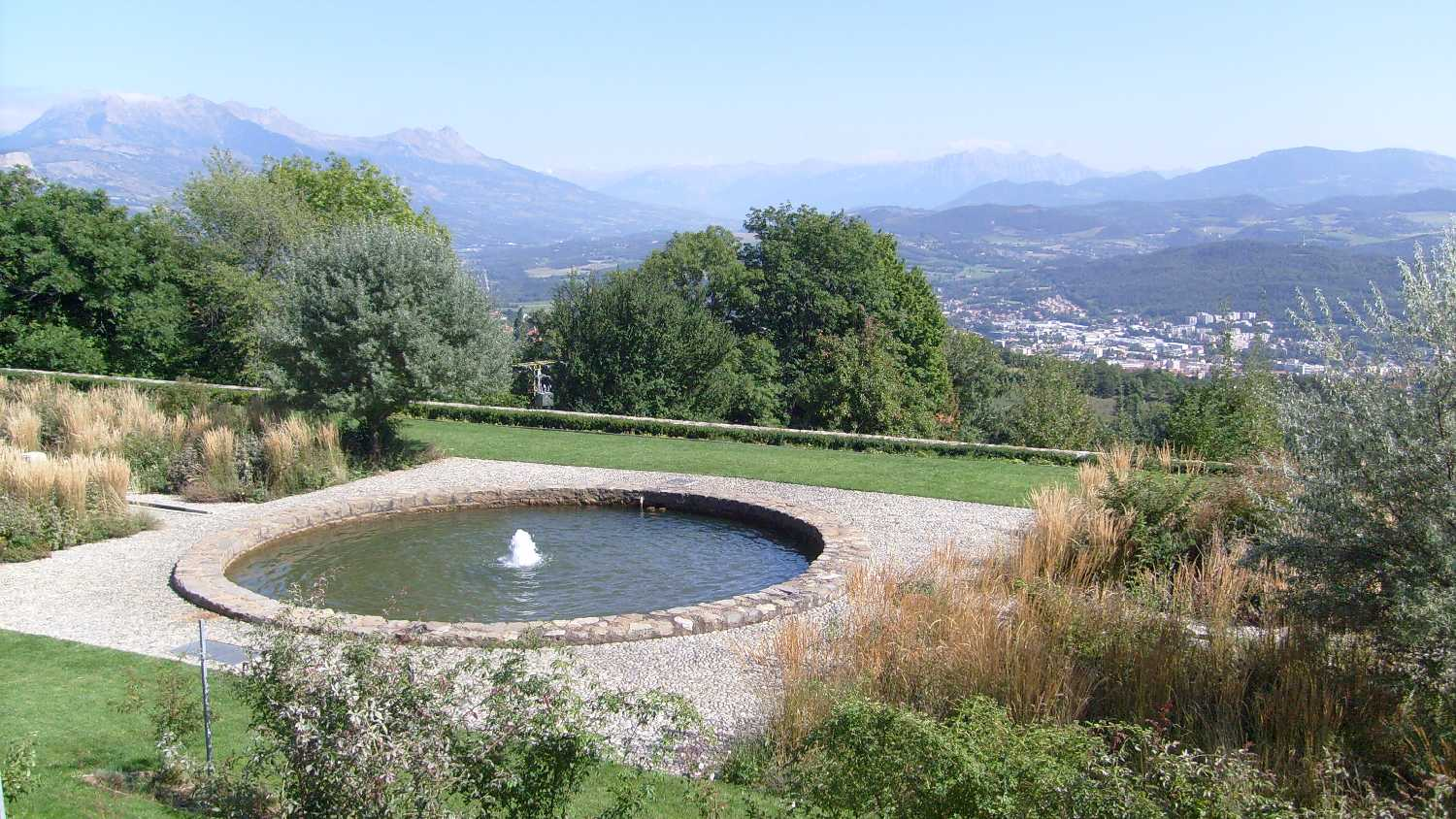
Le jardin en terrasse et les graminées de part et d'autre d'un bassin.

Il est inscrit sur l'inventaire supplémentaire des monuments historiques depuis le 8 septembre 1987, mais sa configuration actuelle date de 2001. Et c'est en 2005 qu'il a acquis le label de "Jardin remarquable".
Les différentes espèces végétales sont regroupées par terrasse. On y trouve des buis, du houx, des graminées et des daphnés. Toutes ces terrasses sont alimentées en eau par de nombreuses canaux, cascades et fontaines. Faisant partie du domaine public, le jardin est accessible à tous.
À proximité a été implanté une importante collection de roses anciennes. Environ 1000 variétés y sont représentées dont la première rose jaune créée en 1914 et la rose "Domaine de Charance". La Roseraie est la fleur la plus présente dans les jardins de Charance. Des variétés anciennes d'arbres fruitiers poussent également dans ces lieux : 800 de poiriers et 500 de pommiers.
C'est une importante biodiversité, constituée de plantes sauvages et cultivées, qui est concentrée sur quelques milliers de mètres carrés. Ce jardin a été conçu par l'Atelier de Paysages Bruel-Delmar, paysagistes.

### Les bois de Charance

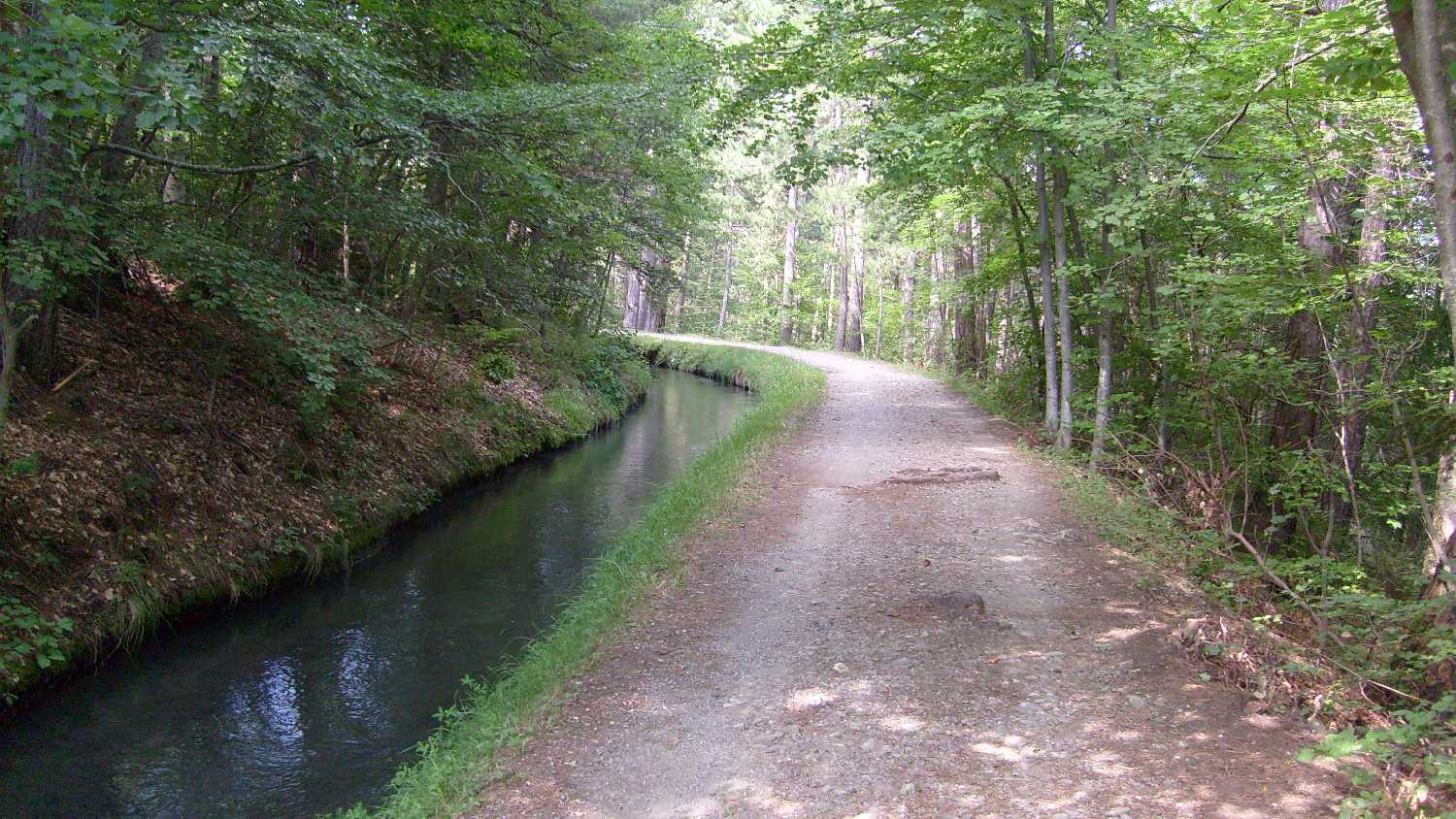
Aspect du canal de Gap lors de la traversée du domaine de Charance.

Autour du lac s'étend l'ancien jardin à l'anglaise. Cet espace est constitué de zones boisées et de zones gazonnées.
À environ 1 100 mètres d'altitude, le domaine est parcouru par le canal de Gap. Ces berges sont utilisées par les Balcons du Gapençais, parcours de plusieurs dizaines de kilomètres, entourant Gap et pouvant être réalisé à pied, à VTT ou à cheval. Enfin, au-dessus la forêt remonte jusqu'au niveau de la crête de la montagne.

### Le Pic de Charance

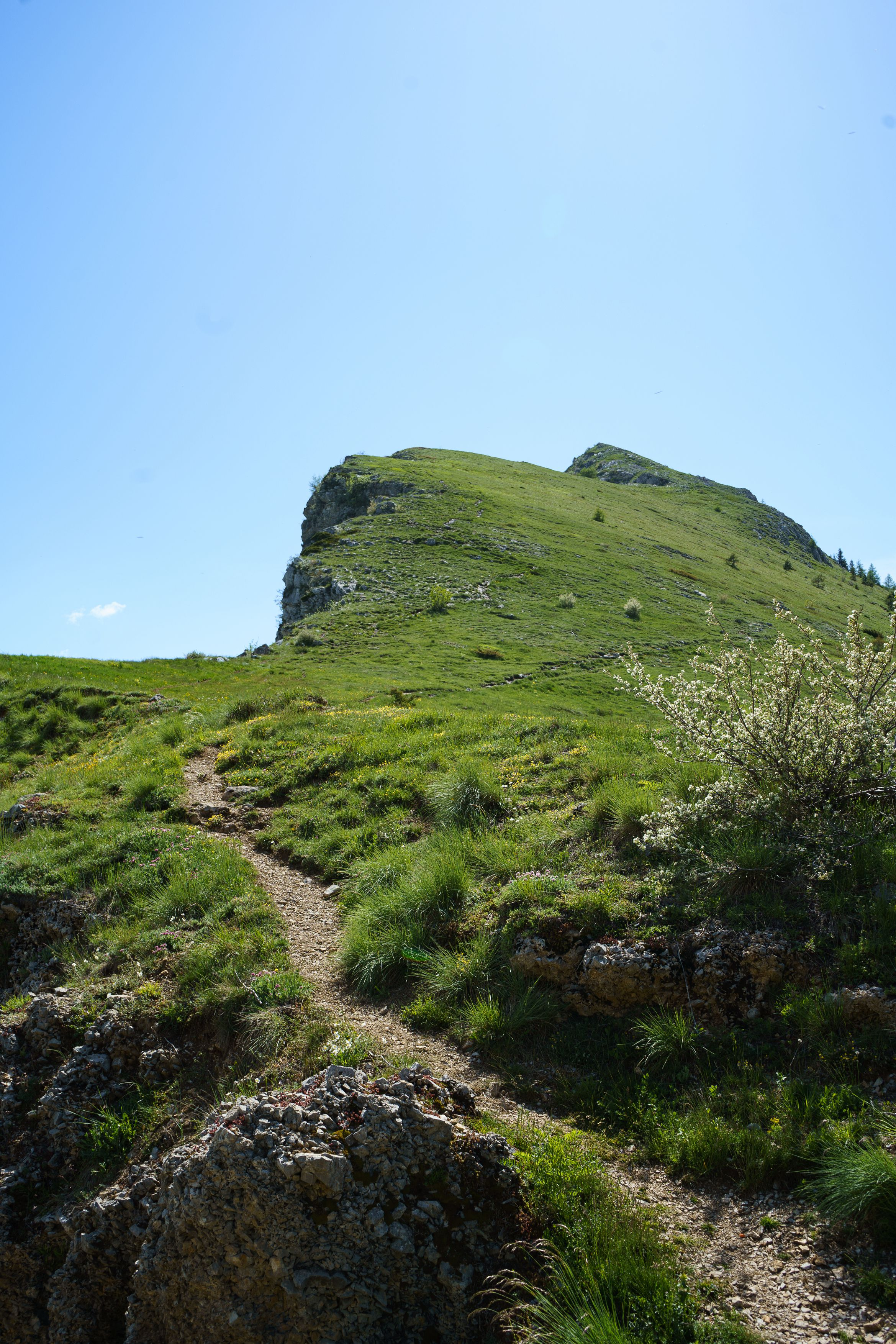

Le Pic de Charance est à 1825 mètres de haut, avec une vue en 360° sur la ville de Gap, le Dévoluy ou encore le Champsaur. Pour y accéder il existe un sentier balisé "La piste de l'écureuil". On peut y faire une compétition sportive "Le kilomètre Vertical" ainsi que du Trail.

### Bibliographie

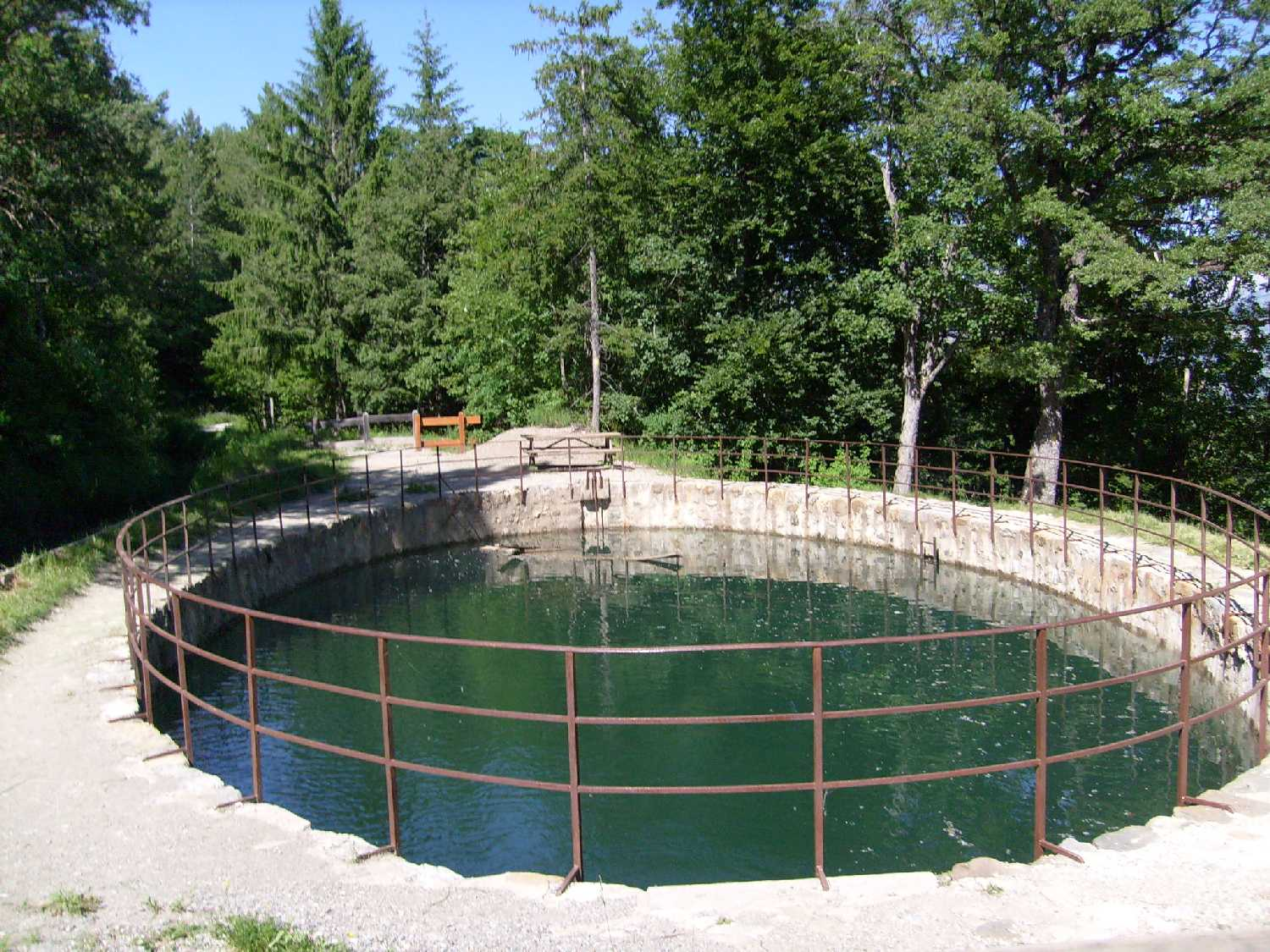
"L'écluse-œuf".